# Jacen Russell-Rowe
Jacen Rex Orlando Russell-Rowe (Toronto, Canadá, 13 de septiembre de 2002) es un futbolista canadiense. Juega de delantero y su equipo es el Columbus Crew de la Major League Soccer.

## Trayectoria
Russell-Rowe se formó como jugador en las inferiores del Brampton YSC y finalmente en el Toronto FC. Jugó por el Toronto FC III de la League1 Ontario en 2018 y en el Toronto FC II de la USL League One en 2019.
Entre 2020 y 2021, jugó al fútbol universitario por los Maryland Terrapins de la Universidad de Maryland.
Tras terminar su carrera en Maryland, firmó con el Columbus Crew 2 de la MLS Next Pro en 2022, y luego firmó por el primer equipo, el Columbus Crew de la MLS.

## Selección nacional
Nació en Canadá y es descendiente jamaiquino. En categorías inferiores disputó la Copa Mundial Sub-17 de 2019. Como adulto, fue citado a la Copa de Oro de la Concacaf 2023, donde debutó el 27 de junio ante Guadalupe.

### Participaciones en Copas América
| Torneo            | Sede           | Resultado     | Partidos | Goles |
| ----------------- | -------------- | ------------- | -------- | ----- |
| Copa América 2024 | Estados Unidos | Cuarto puesto | 1        | 0     |

### Participaciones en Copa Oro de la Concacaf
| Copa                            | Sede                    | Resultado        |
| ------------------------------- | ----------------------- | ---------------- |
| Copa de Oro de la Concacaf 2023 | Estados Unidos · Canadá | Cuartos de final |

## Estadísticas
Actualizado al último partido disputado en la temporada 2024.
| Club                           | Div.          | Temporada     | Liga  | Liga  | Copas nacionales | Copas nacionales | Copas internacionales | Copas internacionales | Total | Total |
| Club                           | Div.          | Temporada     | Part. | Goles | Part.            | Goles            | Part.                 | Goles                 | Part. | Goles |
| ------------------------------ | ------------- | ------------- | ----- | ----- | ---------------- | ---------------- | --------------------- | --------------------- | ----- | ----- |
| Toronto FC III · Canadá        | 3.ª           | 2018          | 1     | 0     | —                | —                | —                     | —                     | 1     | 0     |
| Toronto FC III · Canadá        | Total club    | Total club    | 1     | 0     | 0                | 0                | 0                     | 0                     | 1     | 0     |
| Toronto FC II · Canadá         | 3.ª           | 2019          | 1     | 0     | —                | —                | —                     | —                     | 1     | 0     |
| Toronto FC II · Canadá         | Total club    | Total club    | 1     | 0     | 0                | 0                | 0                     | 0                     | 1     | 0     |
| Columbus Crew 2 Estados Unidos | 3.ª           | 2022          | 22    | 25    | —                | —                | —                     | —                     | 22    | 25    |
| Columbus Crew 2 Estados Unidos | 3.ª           | 2023          | 1     | 1     | —                | —                | —                     | —                     | 1     | 1     |
| Columbus Crew 2 Estados Unidos | Total club    | Total club    | 23    | 26    | 0                | 0                | 0                     | 0                     | 23    | 26    |
| Columbus Crew Estados Unidos   | 1.ª           | 2022          | 6     | 0     | 0                | 0                | —                     | —                     | 6     | 0     |
| Columbus Crew Estados Unidos   | 1.ª           | 2023          | 23    | 4     | 3                | 0                | 2                     | 0                     | 28    | 4     |
| Columbus Crew Estados Unidos   | 1.ª           | 2024          | 24    | 5     | —                | —                | 11                    | 3                     | 35    | 8     |
| Columbus Crew Estados Unidos   | Total club    | Total club    | 53    | 9     | 3                | 0                | 13                    | 3                     | 69    | 12    |
| Total carrera                  | Total carrera | Total carrera | 78    | 35    | 3                | 0                | 13                    | 3                     | 94    | 38    |

## Palmarés

### Títulos nacionales
| Título       | Club            | País           | Año  |
| ------------ | --------------- | -------------- | ---- |
| MLS Next Pro | Columbus Crew 2 | Estados Unidos | 2022 |
| MLS Cup      | Columbus Crew   | Estados Unidos | 2023 |

### Títulos internacionales
| Título      | Club          | Sede           | Año  |
| ----------- | ------------- | -------------- | ---- |
| Leagues Cup | Columbus Crew | Estados Unidos | 2024 |